# James Dashner

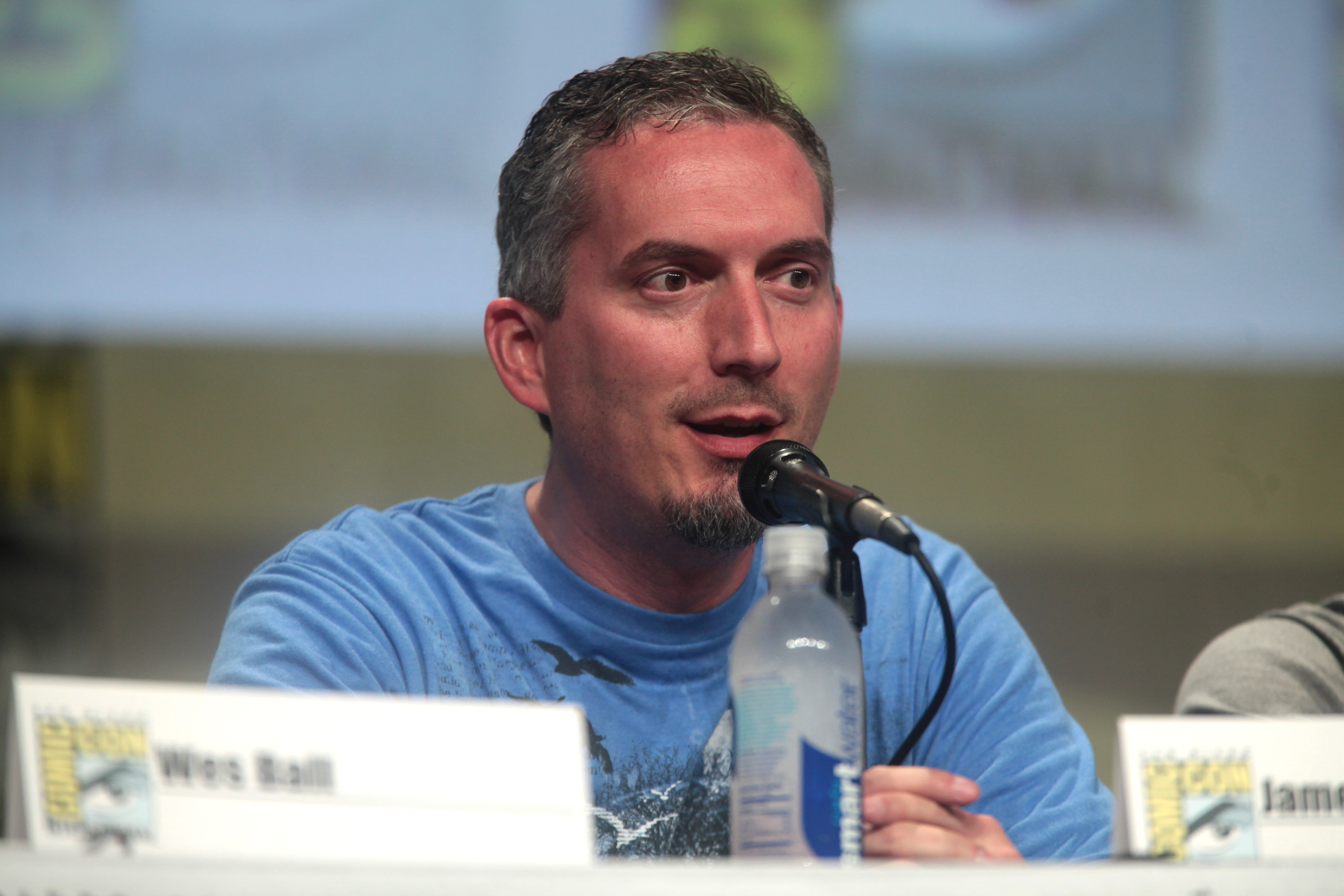
James Dashner bei der Comic-Con 2014

James Smith Dashner (* 26. November 1972 in Austell, Georgia) ist ein US-amerikanischer Schriftsteller. Sein Schaffen umfasst diverse Romane und Buchreihen aus dem Fantasy- und Science-Fiction-Genre, darunter die The 13th Reality-Serie, die Jimmy Fincher Saga sowie die Maze Runner-Reihe. Dashner hat außerdem das erste und letzte Buch in der Infinity Ring Serie geschrieben. Dashners Roman The Journal of Curious Letters wurde 2008 von dem internationalen Buchhandelsunternehmen Borders Group als Original Voice erwählt. Seine bisherigen Werke sind nahezu ausschließlich der Kategorie der Jugendliteratur zuzuordnen.

## Leben
James Dashner wurde am 26. November 1972 in Austell, Georgia geboren und hat fünf Geschwister. Er besuchte die Brigham Young University in Utah, wo er seinen Master im Rechnungswesen machte. Er arbeitete eine Zeit lang in der Finanzbranche, beschloss dann aber, sich als Autor zu versuchen, da er seit seiner Kindheit ein aktiver Leser war. Dashner ist mit Lynette Anderson verheiratet und zusammen mit ihren vier Kindern leben sie in South Jordan, Utah, am Fuß der Rocky Mountains.

## Werk
Dashner ist bekannt für seine Abenteuer- und Science-Fiction-Romane.
Dashners Bücher wie The Thirteenth Reality und die Serie Die Auserwählten sind für Jugendliche geschrieben. Die Auserwählten – Im Labyrinth wurde verfilmt und lief unter dem Titel Maze Runner – Die Auserwählten im Labyrinth am 19. September 2014 in den USA an. Auch zwei weitere Teile der Maze-Runner-Reihe wurden verfilmt und kamen unter den Titeln Maze Runner – Die Auserwählten in der Brandwüste (2015) und Maze Runner – Die Auserwählten in der Todeszone (2018) in die Kinos.
Die Auserwählten – Im Labyrinth war ein Jahr lang auf der New-York-Times-Bestsellerliste.

## Bibliografie
Die Serien sind nach dem Erscheinungsjahr des ersten Teils geordnet.
The Jimmy Fincher Saga
- 1 A Door in the Woods (2003)
- 2 A Gift of Ice (2004)
- 3 The Tower of Air (2004)
- 4 War of the Black Curtain (2005)
- The Jimmy Fincher Saga (Sammelausgabe von 1–4; 2017)

The 13th Reality
- 1 The Journal of Curious Letters (2008)
- 2 The Hunt for Dark Infinity (2009)
- 3 The Blade of Shattered Hope (2010)
- 4 The Void of Mist and Thunder (2012, in: James Dashner: The 13th Reality: The Complete Set)
- The 13th Reality: The Complete Set (Sammelausgabe von 1–4; 2012)

Maze Runner / Die Auserwählten
- 1 The Maze Runner (2009)
  - Deutsch: Die Auserwählten – Im Labyrinth. Übersetzt von Anke Caroline Burger. Carlsen (Carlsen Chicken House #52019), Hamburg 2011, ISBN 978-3-551-52019-7. Auch als: Maze Runner, die Auserwählten im Labyrinth : Das Buch zum Kinofilm. Übersetzt von Anke Caroline Burger. Carlsen #1348, Hamburg 2014, ISBN 978-3-551-31348-5.
- 2 The Scorch Trials (2010)
  - Deutsch: Die Auserwählten – In der Brandwüste. Übersetzt von Anke Caroline Burger. Carlsen (Carlsen Chicken House #52035), Hamburg 2012, ISBN 978-3-551-52035-7.
- 3 The Death Cure (2011)
  - Deutsch: Die Auserwählten – In der Todeszone. Übersetzt von Anke Caroline Burger. Carlsen (Carlsen Chicken House #52036), Hamburg 2013, ISBN 978-3-551-52036-4. Auch als: Maze Runner, die Auserwählten in der Todeszone. Übersetzt von Anke Caroline Burger und Katharina Hinderer. Carlsen #1545, Hamburg 2018, ISBN 978-3-551-31545-8.
- 4 The Kill Order (2012)
  - Deutsch: Kill Order. Übersetzt von Anke Caroline Burger und Katharina Hinderer. Carlsen (Carlsen Chicken House #52076), Hamburg 2015, ISBN 978-3-551-52076-0. Auch als: Die Auserwählten – Kill Order : Das Prequel zur Maze Runner-Trilogie. Übersetzt von Anke Caroline Burger und Katharina Hinderer. Carlsen, Hamburg 2015, ISBN 978-3-646-92756-6 (E-Book).
- 5 The Fever Code (2016, in: James Dashner: The Maze Runner Series)
  - Deutsch: Phase Null : Die Auserwählten. Übersetzt von Ilse Rothfuss. Carlsen Verlag, Hamburg 2016, ISBN 978-3-551-52077-7.
- Crank Palace (2020, Hörbuch[3])

Sammelausgaben:
- The Maze Runner (Sammelausgabe von 1 und 2; 2010)
- The Maze Runner Files (2013)
- The Maze Runner Trilogy (Sammelausgabe von 1–3 in Kassette; 2013)
- The Maze Runner Series (Sammelausgabe von 1–4; 2014)

Deutsche Zusammenstellungen:
- Die Auserwählten im Labyrinth. Übersetzt von Anke Caroline Burger. Carlsen, Hamburg 2017, ISBN 978-3-551-31649-3.
- Maze Runner – Die Geheimakten : Alles über Die Auserwählten. Übersetzt von Anke Caroline Burger. Carlsen, Hamburg 2014, ISBN 978-3-646-92649-1 (E-Book).

The Mortality Doctrine / Der Game Master
- 1 The Eye of Minds (2013)
  - Deutsch: Tödliches Netz. Übersetzt von Karlheinz Dürr. cbt, München 2015, ISBN 978-3-570-30961-2.
- 2 The Rule of Thoughts (2014)
  - Deutsch: Gegen die Spielregeln. Übersetzt von Karlheinz Dürr. cbt, München 2016, ISBN 978-3-570-31022-9.
- 3 The Game of Lives (2015)
  - Deutsch: Das Spiel ist aus. Übersetzt von Karlheinz Dürr. cbt, München 2016, ISBN 978-3-570-30963-6.
- Gunner Skale (2014)

Infinity Ring
- 1 A Mutiny in Time (2012)
- 7 The Iron Empire (2014)

## Preise und Auszeichnungen
Dashner gewann diverse Preise
- New York State Charlotte Award
- Kentucky Bluegrass Award
- Oregon Reader’s Choice Award
- New Hampshire Isinglass Teen Read Award
- Missouri Truman Reader’s Award
- Illinois Abraham Lincoln Award
- Tennessee Volunteer State Book Award
- Arizona Grand Canyon Reader Award
- Georgia Peach Book Award
- New Jersey Garden State Book Award